# شهرستان آندره‌آپولسکی
شهرستان آندره‌آپولسکی (به لاتین: Andreapolsky District) یک شهرستان در روسیه است که در استان تور واقع شده‌است.